# هاريماو مودا ب
هاريماو مودا ب هو نادي كرة قدم ماليزي أٌسس عام 2009. يلعب النادي في دوري سنغافورة للمحترفين 2013.